# Temple maçonnique des Vrais Amis de l'union et du progrès
Le temple maçonnique des Vrais Amis de l'union et du progrès est un monument historique situé à Bruxelles, capitale de la Belgique, qui abrite, derrière une façade néo-classique dépouillée, trois temples maçonniques de style égyptisant.

## Localisation
Le temple est situé au n°79 de la rue de Laeken, au centre de Bruxelles, à quelques mètres du musée belge de la franc-maçonnerie, situé au n°73, dans l'ancien Hôtel Dewez.

## Historique
En avril 1909, la loge maçonnique « Les Vrais Amis de l'union et du progrès », demande l'autorisation à la ville de Bruxelles d'édifier un nouveau lieu de réunion  situé à la rue de Laeken au numéro 79. Les plans de l'édifice sont attribués à l'architecte Paul Bonduelle qui termine sa réalisation en 1910.

## Statut patrimonial
L'édifice fait l'objet d'un classement au titre des monuments historiques depuis le 8 août 1998,.

## Description
Derrière la façade néo-classique de 1832 qui donne sur la rue de Laeken se logent trois temples de style égyptien qui occupent l'arrière du bâtiment. Le trois temples de dimension différentes se partagent une même décoration polychrome se composant d'une corniche moulurée en gorge, de pilastres, de disques solaires ailés, d'aigles bicéphales et d'outils maçonniques.
Le plus petit des trois présente sur ses murs des illustrations autour de la symbolique des hauts grades et un plafond représentant une « voûte étoilée ». Les deux autres temples majeurs arborent des colonnes papyriformes d'une grande ampleur. Matériaux nobles, boiseries et marbre complètent la décoration intérieure.